# 星際危機
《星際危機》是2001年5月24日由索尼互動娛樂發售的PlayStation 2冒險遊戲。描述主角們在未来的宇宙中，必須從星球220脫逃的故事。

## 概要
為採用第三人稱視点恐怖遊戲。是PlayStation 2初期的本格SF冒險遊戲，操作類似《惡靈古堡》，卻沒有任何動作性，反而變成在關鍵場景依據選項進行後續故事情節的互動式電影遊戲。
本作雖然是1995年在PS1發售的射擊遊戲《Philosoma》的後續故事，但因為兩者的遊戲性差異性過大，所以彼此的關聯性也相當小。

## 故事大綱
在未來的宇宙。殖民地220星球突然爆炸，只有一台艦載機成功撤回宇宙空母加蘭德，但順利撤回的女性駕駛妮可拉確陷入昏迷不醒的狀態，而且因為爆炸的衝撃造成加蘭德的組員有20％的傷亡，存活下來的組員則是一個個開始發狂，未知的生物(蜉蝣)則在船内開始徘徊。為了應付艦內的危機，以裘德為首的生存者們要開始進行從加蘭德脫逃的行動…

## 遊戲進行方式
玩家能夠選擇三名不同職業的主角，並且要操作他們解開宇宙空母加蘭德發生變異的原因並且順利脫逃。遊戲畫面類似《惡靈古堡》而採取第三人稱視角。一個事件影片的結束就能移動角色，會因為選擇不同的選項而改變以後的影片內容（大多數會造成遊戲立刻結束。不會因為登場人物的能力或動作而有不同的改變，玩家要做的事情只有「選擇下一個選項・進行下一個事件影片」。

## 登場人物

### 可能操作的角色
裘德‧賽特克里夫(ジュード・サトクリフ)
声 - ボブ・ブッフホルツ
男主角。白人。損害控制部隊隊員，曾有過因為訓練事故造成無法成為駕駛員的的過去。負責處理艦内危機的他，卻沒有可以出動的機會。在星球220爆炸所聲的衝撃波襲來時，他與5名同僚正在待機中。
雷妮、漢恩(レネイ・ハーン)
声 -Mary Elizabeth McGlynn
女主角。黑人。飛龍隊隊員，戰鬥經驗豐富。雖然活躍於數場戰役，這次任務是跟著預備隊移動。在星球220爆炸的15分後，他則將受傷的隊員帶到醫護室。
艾拉‧荷普羅迪(アイラ・ホイブローデン)
声 - マリー・ダウニング
女主角。白人。在生物實驗室任職的民間女性。爆炸的３０分後，由於生物實驗室未受到影響，因此也沒有發生任何慘劇的徵兆。為了要解開星球220爆炸的謎題，雖然想要盡快進行計算…

### 重要人物
妮可拉・米瓊恩上校
声 - ペニー・スウィート
為星球220爆炸後而成功撤退的艦載機女駕駛。裘德的戀人。星球220爆炸時，不幸遭到異生物歐魯卡涅拉 (葉形幼體)寄生，因此陷入昏迷不醒的狀態。
尤瑪少尉
声 -Patricia Ja Lee
女性，裘德的部下。特徵是留著一頭紅色短髮。

## 外部連結
- 官方網站[永久]